# Antilele Mici

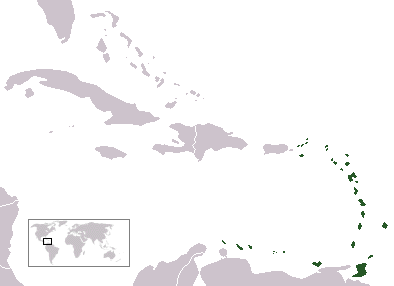
Antilele Mici

Antilele Mici (engleză Lesser Antilles) reprezintă o grupare de insule situate în regiunea de est a Mării Caraibelor, răspândite de la Insulele Virgine până la coasta Venezuelei. Împreună cu insula Bahamas, Insulele Turks și Caicos și Antilele Mari formează Insulele Indiei de Vest. Insulele sunt rezultate dintr-un lanț de insule vulcanice, majoritatea fiind localizate în extremitatea estică a Mării Caraibilor la contactul cu Oceanul Atlantic, în timp ce restul se află în sudul mării, la nord de America de Sud.
Cele două grupuri principale ale Antilelor Mici sunt: Insulele Windward, în partea sudică, și Insulele Leeward, în partea nordică. Cea de-a treia grupare de insule este reprezentată de Antilele Olandeze. Acestea sunt compuse din doua grupări a câte trei insule, una în sud-vest (insulele ABC), lângă coasta Venezuelei, plus un grup alcătuit din trei insule în partea nordică.
Antilele Mici coincid în cea mai mare parte cu marginea exterioară a Plăcii Caraibelor. Multe din insule au rezultat din subducția crustei oceanice a Plăcii Americii de Nord sub Placa Caraibelor în zona de subducție a Antilelor Mici. Acest proces este în desfășurare și este responsabil nu numai pentru apariția a numeroase insule, dar și pentru vulcanismul și cutremurele din această regiune.
Majoritatea insulelor de-a lungul coastei Americii de Sud sunt rezultatul interacțiunii dintre plăcile Americii de Sud și Caraibelor, datorată unei falii paralele, interacțiune ce include totodată o componentă de compresiune (deformarea rocilor, crearea de lanțuri orogenice; se găsește în apropierea zonelor de subducție sau coliziune).

## Insule
Principalele Antile Mici (de la nord la sud) sunt:

### Insulele Leeward
- Insulele Virgine
  - Insulele Virgine Americane: St. Thomas, St. John, St. Croix, Water Island
  - Insulele Virgine Britanice: Tortola, Virgin Gorda, Anegada, Jost Van Dyke
- Anguilla (Regatul Unit)
- Sfântul Martin (Franța/Olanda)
- Saint-Barthélemy (Franța)
- Saba (Olanda)
- Sint Eustatius (Olanda)
- Sfântul Kitts
- Nevis
- Barbuda
- Antigua
- Redonda
- Montserrat (Regatul Unit)
- Guadelupa (Franța)
- Dominica

### Insulele Windward
- Martinica (Franța)
- Sfânta Lucia
- Sfântul Vincențiu
- Grenadine
- Barbados
- Trinidad și Tobago

### Antilele Leeward
Antilele Leeward sunt insule localizate la nord de coasta statului Venezuela:
- Aruba (Olanda)
- Curaçao (Olanda)
- Bonaire (Olanda)
- Arhipelagul Los Roques (Venezuela)
- La Orchila (Venezuela)
- La Tortuga (Venezuela)
- La Blanquilla (Venezuela)
- Insula Margarita (Venezuela)
- Coche (Venezuela)
- Cubagua (Venezuela)
- Alte insule (Venezuela)